# Let the River in
Let the River in è un singolo del cantante olandese Dotan, pubblicato il 14 dicembre 2015, quarto estratto dall'album 7 Layers.

## Tracce
1. Let the River in – 3:01

## Classifiche
| Classifica (2015) | Posizione massima |
| ----------------- | ----------------- |
| Paesi Bassi       | 53                |